# Philippe Aigle
Pour les articles homonymes, voir Aigle (homonymie).
 (mars 2025).
Philippe Aigle est un producteur de cinéma français née le 3 juin 1965.

## Biographie
Ancien diplômé de l'Institut d'études politiques de Paris (promotion 1988), il effectue sa coopération en Nouvelle-Calédonie au sein de la Caisse Central de Coopération Economique.
Diplômé de Sciences-Po Paris, il rejoint le groupe MK2 en 1997.
Il en devient CEO en 1999. En collaboration avec Marin Karmitz, Philippe Aigle développele groupe. 
En 2005, Philippe Aigle est nommé au poste nouvellement créé de vice-président senior de Technicolor Digital Cinema, France, chargé de développer les activités de cinéma numérique de Thomson en France.
En 2006, Philippe Aigle revient à la production et devient directeur général associé chez CELLULOID DREAMS (2006-2008), société de productions et de ventes internationales[source secondaire souhaitée]. 
En 2009, il crée Naia PRODUCTIONS avec Séverine Lathuillière,.
Parallèlement à ses activités de producteur, il dirige Ocean Films Distribution de 2013 à 2019. Il démissionne le 2 avril 2019, en désaccord avec l'actionnaire unique, le groupe Starinvest.
En 2015, il engage un projet de multiplexe de 14 Salles avec le groupe MK2 en Nouvelle-Calédonie dont l'ouverture est prévue en juin 2021.

## Filmographie (sélection)
- 2008 : Funny Games U.S. de Michael Haneke
- 2008 : I'm Not There de Todd Haynes[8]
- 2010 : Everybody Loves Paco de Valéry Schatz
- 2015 : Adama de Simon Rouby
- 2017 : Pablo de Julien Carpentier
- 2018 : Paradise Beach de Xavier Durringer
- 2018 : Maguy Marin L'Urgence d'Agir de David Mambouch[9]

## Distinctions

### Nominations
- The French film Adama, directed by Simon Rouby, is the winner of the Best of Fest Award at the 2015 Chicago International Children’s Film Festival. Adama also won The Liv Ullmann Peace Prize, and the Adult Jury Prize—Animated Feature Film[10].